# Bron-Yr-Aur

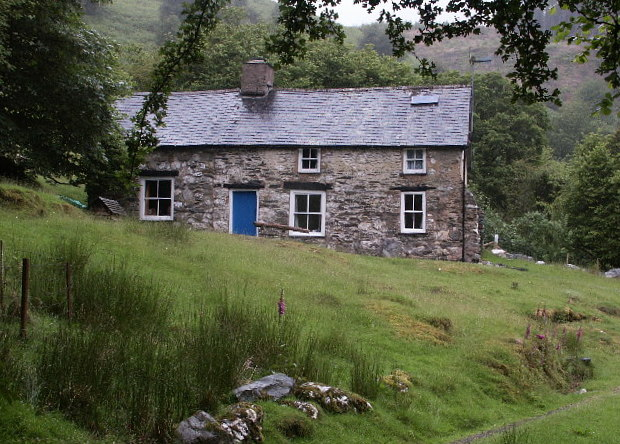
Bron-Yr-Aur cottage in Snowdonia, Wales.

Bron-Yr-Aur is een 18e-eeuws cottage in de buurt van Machynlleth in Snowdonia in Wales. In het Welsh betekent het, "De Gouden Borst" of "Gouden Heuvel". Het is vooral bekend geworden als verblijfplaats van gitarist Jimmy Page en zanger Robert Plant, van de voormalige Engelse rockband Led Zeppelin. In 1970 trokken de twee zich terug in Bron-Yr-Aur om nieuwe nummers te schrijven voor het album Led Zeppelin III. Later dat jaar keerden ze terug voor het schrijven van nieuwe nummers voor het album Led Zeppelin IV.
Plant kende het huis uit zijn jeugd vanwege vakanties die hij er doorbracht met zijn familie tijdens de jaren 1950-1960. Ze gebruikten het huis voor het eerst na de concerttour, in het voorjaar van 1970, door de Verenigde Staten en Canada. Het huis beschikte door de afgelegen ligging niet over stromend water en elektriciteit, waardoor Page en Plant noodgedwongen enkel akoestische sessies konden houden. Page zei later dat de rust die Bron-Yr-Aur uitstraalde een sterke invloed had op het soort materiaal dat ze schreven voor Led Zeppelin III. Tijdens dit eerste verblijf waren ook Plants toenmalige vrouw Maureen en hun dochter Carmen, Pages toenmalige vriendin Charlotte Martin, en de Led Zeppelin roadies Clive Coulson en Sandy MacGregor aanwezig.
Page:

In 1970 ging ik samen met Robert (Plant) naar Bron-Yr-Aur. De samenwerking tussen ons was altijd heel goed, we deden zelfs opnames terwijl we op tournee waren. Toen stelde Robert de cottage voor. Ik was nog nooit in dat gedeelte van Wales geweest. We namen onze gitaren mee en speelden wat los materiaal. Het prachtige landschap, de panoramische uitzichten en de gitaren... het spelen en schrijven ging gewoon vanzelf.

Het was voor het eerst dat ik Robert echt leerde kennen. In Bron-Yr-Aur leefden we samen, daarvoor leefden we vooral in hotelkamers. De nummers die we daar schreven brachten een verandering binnen de band teweeg en het leerde ons dat reizen inspiratie geeft.

Plant over Bron-Yr-Aur:

Het was een geweldige plek. De naam, Bron-Yr-Aur, betekent "De Gouden Borst". Het ligt in een kleine vallei waar de zon altijd overheen beweegt. Het was een goed idee om daarheen te gaan.

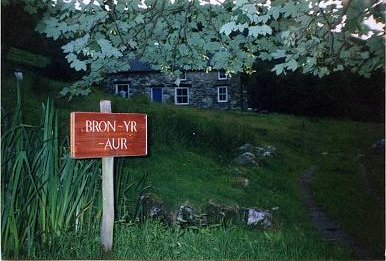
Toegangsbord Bron-Yr-Aur.

Led Zeppelin nummers die Plant en Page in Bron-Yr-Aur schreven, zijn onder andere: "Friends", "Bron-Y-Aur Stomp" en "That's the Way" van het album Led Zeppelin III (1970), "Over the Hills and Far Away" van het album Houses of the Holy (1973), "The Rover", "Bron-Yr-Aur" en "Down by the Seaside" van het album Physical Graffiti (1975) en "Poor Tom" van het album Coda (1982). De nummers "Another Way To Wales" en "I Wanna Be Her Man" zijn nooit uitgebracht op een officieel album van de band. Een oefen-opname van het laatstgenoemde nummer is later verschenen op een bootleg album.
Tijdens de concerttour in 1994 van Page and Plant, ter promotie van het album No Quarter: Jimmy Page and Robert Plant Unledded, vertelde Robert Plant dat Page’s dochter Scarlet, verwekt was tijdens hun verblijf in Bron-Yr-Aur; "Ongeveer een half uur na het schrijven van "That's the Way"." 
De naam van het huis werd door Led Zeppelin gebruikt in de titel van twee nummers: "Bron-Y-Aur Stomp" (de naam is per ongeluk verkeerd gespeld op de platenhoes van Led Zeppelin III), en "Bron-Yr-Aur". "Bron-Y-Aur Stomp" is een door countrymuziek beïnvloed nummer, dat gaat over een wandeling door het bos van Robert Plant met zijn gevlekte hond Strider. In 2014 verscheen er een instrumentale bluesrock uitvoering van het nummer op de geremasterde uitgave van Led Zeppelin III, met als titel "Jennings Farm Blues". "Bron-Yr-Aur" is een instrumentaal nummer, gespeeld door Page op een 6-snarige akoestische gitaar. Het verscheen in 1975 op het album Physical Graffiti, en in 1976 in de film The Song Remains the Same. In de, door Cameron Crowe gemaakte film Almost Famous uit 2000, is een kort fragment van het nummer te horen.